# ميلاني سومنر
ميلاني سومنر (بالإنجليزية: Melanie Sumner)‏ (30 ديسمبر 1963)؛ روائية أمريكية.